# 409 Aspasia
409 Aspasia este un asteroid din centura principală, descoperit pe 9 decembrie 1895, de Auguste Charlois.